# Gainclone

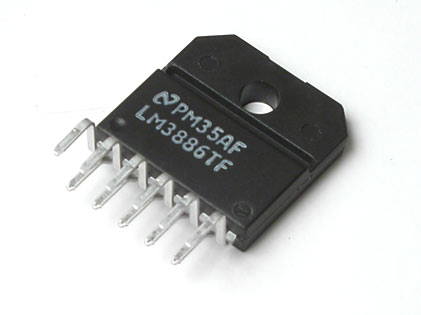
Så här ser kretsen ut, cirka 25 mm bred. Ur databladet kan man uttyda distortionsvärden på ner mot 0,002%, motsvarande en THD på -94 dB

Gainclone har blivit ett samlingsnamn för hemmabyggda monolitiska effektförstärkare med få yttre komponenter, vanligtvis baserade på LM3875, LM3886 eller andra kretsar ur National Semiconductors Overture-serien. Namnet kommer ursprungligen av att det var populärt att bygga kopior ("kloner") av 47 Labs Gaincard. En klonad Gaincard blir en Gainclone. De flesta som byggs nu avviker ganska mycket ifrån originalet, se här. Det har gått rykten på nätet om huruvida bilderna är äkta eller ej. Numera är det bekräftat att de är äkta.
Den mest spridda konstruktionen är den som Brian Bell och Peter Daniel ligger bakom. Den har uppkommit ur ett samarbete mellan medlemmar i världens största DIY-forum, diyaudio.com.
Konstruktionen är i stort sett en blåkopia ur applikationsnoten AN-1192 från National Semiconductor.
Om en Gainclone är ordentligt byggd så ger den ett så bra ljud att det platsar i high-end kategorin. Jeff Rowland Model 10 använder sig av sex stycken LM3886 per kanal (tre i parallell och bryggkopplat) vilket då lämnar cirka 200-300 Watt ut.